# 近畿日本ツーリスト個人旅行
近畿日本ツーリスト個人旅行株式会社（きんきにっぽんツーリストこじんりょこう）は、かつて存在した日本の旅行会社で、近畿日本ツーリストグループの一社であった。本社は東京都新宿区にあった。

## 概要
大手総合旅行会社であった初代の近畿日本ツーリスト（現：KNT-CTホールディングス）が持株会社に移行するため、個人旅行事業の譲渡先として設立した会社である。
個人旅行専門の旅行会社で、関東地方・甲信越地方・中部地方・関西地方を中心としていた。初代の近畿日本ツーリスト時代からのブランドである「メイト」（国内旅行）、「ホリデイ」（海外旅行）をはじめとする旅行商品を引き継いでおり、商品企画、旧・近畿日本ツーリスト個人旅行販売株式会社が行っていた店舗・電話・インターネットによる販売を行っていた。代理店による提携販売事業も行っていた。
なお、関東・甲信越・中部・関西地区の団体旅行事業は2代目の近畿日本ツーリストが営んでおり、それ以外の地方では、その地域にある関連会社が団体旅行と個人旅行の両方を扱っていた。
2014年10月には、子会社で店舗販売を行っていた近畿日本ツーリスト個人旅行販売株式会社を吸収合併した。
2017年10月に、中部地方の事業を株式会社近畿日本ツーリスト中部へ、関西地方の事業を株式会社近畿日本ツーリスト関西へ、それぞれ会社分割により承継。2018年4月には、首都圏の事業（添乗員付ツアー造成事業を除く）を株式会社近畿日本ツーリスト首都圏へ、関東地方の事業を株式会社近畿日本ツーリスト関東へ、ウエブ販売事業を株式会社KNT-CTウエブトラベルへ、それぞれ会社分割により承継するとともに、クラブツーリズム株式会社に吸収合併され解散した。

## 沿革
- 2012年（平成24年）9月3日 - 初代の近畿日本ツーリストによってKNT個人株式会社として設立される。
- 2013年（平成25年）1月1日 - KNT個人株式会社が初代の近畿日本ツーリストから個人旅行事業を譲り受け、商号を近畿日本ツーリスト個人旅行株式会社に変更し[2]、営業を開始。
  - 事業を譲渡した初代の近畿日本ツーリストは持株会社に移行し、商号を KNT-CTホールディングス株式会社に変更。
  - 初代の近畿日本ツーリストの子会社だった株式会社KNTツーリストを子会社化する（同社は社名を近畿日本ツーリスト個人旅行販売株式会社に変更。）。
- 2014年（平成26年）2月 - 本社所在地を西新宿新宿住友ビルに移転
- 2014年（平成26年）10月1日 - 子会社の近畿日本ツーリスト個人旅行販売株式会社を吸収合併。
- 2017年（平成29年）10月1日 - 中部地方の事業を株式会社近畿日本ツーリスト中部へ、関西地方の事業を株式会社近畿日本ツーリスト関西へ、それぞれ会社分割により承継。
- 2018年（平成30年）4月1日 - 首都圏の事業（添乗員付ツアー造成事業を除く）を株式会社近畿日本ツーリスト首都圏へ、関東地方の事業を株式会社近畿日本ツーリスト関東へ、ウエブ販売事業を株式会社KNT-CTウエブトラベルへ、それぞれ会社分割により承継するとともに、クラブツーリズム株式会社に吸収合併され解散。

## 主な系列会社
- 近畿日本ツーリスト株式会社（2代目・新会社、旧：KNT団体株式会社）
- 株式会社近畿日本ツーリスト北海道
- 株式会社近畿日本ツーリスト東北
- 株式会社近畿日本ツーリスト中国四国
- 株式会社近畿日本ツーリスト九州
- 株式会社近畿日本ツーリスト沖縄
- 株式会社近畿日本ツーリスト神奈川（旧：相鉄観光株式会社）
- クラブツーリズム株式会社